# Uruguay ai Giochi olimpici
L'Uruguay ha partecipato per la prima volta ai Giochi olimpici nel 1924.
Gli atleti uruguaiani hanno vinto dieci medaglie ai Giochi olimpici estivi, mentre non ne hanno mai vinta alcuna ai Giochi olimpici invernali. Le uniche medaglie d'oro risalgono alle prime due partecipazioni olimpiche, quando gli uruguaiani primeggiarono nel torneo di calcio a Parigi 1924 e Amsterdam 1928.
Il Comitato Olimpico Uruguaiano venne creato e riconosciuto dal CIO nel 1923.

## Medaglieri

### Medaglie alle Olimpiadi estive
| Giochi                 | Oro              | Argento          | Bronzo           | Totale           |
| ---------------------- | ---------------- | ---------------- | ---------------- | ---------------- |
| Parigi 1924            | 1                | 0                | 0                | 1                |
| Amsterdam 1928         | 1                | 0                | 0                | 1                |
| Los Angeles 1932       | 0                | 0                | 1                | 1                |
| Berlino 1936           | 0                | 0                | 0                | 0                |
| Londra 1948            | 0                | 1                | 1                | 2                |
| Helsinki 1952          | 0                | 0                | 2                | 2                |
| Melbourne 1956         | 0                | 0                | 1                | 1                |
| Roma 1960              | 0                | 0                | 0                | 0                |
| Tokyo 1964             | 0                | 0                | 1                | 1                |
| Città del Messico 1968 | 0                | 0                | 0                | 0                |
| Monaco 1972            | 0                | 0                | 0                | 0                |
| Montreal 1976          | 0                | 0                | 0                | 0                |
| Mosca 1980             | non partecipante | non partecipante | non partecipante | non partecipante |
| Los Angeles 1984       | 0                | 0                | 0                | 0                |
| Seul 1988              | 0                | 0                | 0                | 0                |
| Barcellona 1992        | 0                | 0                | 0                | 0                |
| Atlanta 1996           | 0                | 0                | 0                | 0                |
| Sydney 2000            | 0                | 1                | 0                | 1                |
| Atene 2004             | 0                | 0                | 0                | 0                |
| Pechino 2008           | 0                | 0                | 0                | 0                |
| Londra 2012            | 0                | 0                | 0                | 0                |
| Rio de Janeiro 2016    | 0                | 0                | 0                | 0                |
| Tokyo 2020             | 0                | 0                | 0                | 0                |
| Parigi 2024            | 0                | 0                | 0                | 0                |
| Totale                 | 2                | 2                | 6                | 10               |

### Medaglie alle Olimpiadi invernali
| Giochi              | Oro              | Argento          | Bronzo           | Totale           |
| ------------------- | ---------------- | ---------------- | ---------------- | ---------------- |
| Nagano 1998         | 0                | 0                | 0                | 0                |
| Salt Lake City 2002 | non partecipante | non partecipante | non partecipante | non partecipante |
| Torino 2006         | non partecipante | non partecipante | non partecipante | non partecipante |
| Vancouver 2010      | non partecipante | non partecipante | non partecipante | non partecipante |
| Soči 2014           | non partecipante | non partecipante | non partecipante | non partecipante |
| Pyeongchang 2018    | non partecipante | non partecipante | non partecipante | non partecipante |
| Pechino 2022        | non partecipante | non partecipante | non partecipante | non partecipante |
| Totale              | 0                | 0                | 0                | 0                |